# St. George (Kansas)
St. George es una ciudad ubicada en el condado de Pottawatomie en el estado estadounidense de Kansas. En el año 2010 tenía una población de 639 habitantes y una densidad poblacional de 580,91 personas por km².

## Geografía
St. George se encuentra ubicada en las coordenadas 39°11′24″N 96°25′3″O / 39.19000, -96.41750 (39.190085, -96.417532).

## Demografía
Según la Oficina del Censo en 2000 los ingresos medios por hogar en la localidad eran de $29,306 y los ingresos medios por familia eran $34,250. Los hombres tenían unos ingresos medios de $22,159 frente a los $21,125 para las mujeres. La renta per cápita para la localidad era de $15,544. Alrededor del 23.6% de la población estaban por debajo del umbral de pobreza.